# Stefano Di Cola
Stefano Di Cola (San Benedetto del Tronto, 11 de diciembre de 1998) es un deportista italiano que compite en natación, especialista en el estilo libre.
Ganó cuatro medallas en el Campeonato Europeo de Natación, en los años 2021 y 2022. Participó en los Juegos Olímpicos de Tokio 2020, ocupando el quinto lugar en la prueba de 4 × 200 m libre.

## Palmarés internacional
| Campeonato Europeo | Campeonato Europeo | Campeonato Europeo | Campeonato Europeo    |
| Año                | Lugar              | Medalla            | Prueba                |
| ------------------ | ------------------ | ------------------ | --------------------- |
| 2021               | Budapest (Hungría) | Medalla de plata   | 4 × 200 m libre mixto |
| 2021               | Budapest (Hungría) | Medalla de bronce  | 4 × 200 m libre       |
| 2022               | Roma (Italia)      | Medalla de plata   | 4 × 200 m libre       |
| 2022               | Roma (Italia)      | Medalla de bronce  | 4 × 200 m libre mixto |